# Blodiga fredagen
Blodiga fredagen (engelska: Bloody Friday) är ett namn på de många bombattentat som utfördes av Irländska republikanska armén (IRA) i och runt Belfast i Nordirland fredagen 21 juli 1972. Attentaten var del av en samordnad kampanj mot ekonomiska och militära mål i Nordirland. Gruppen utförde totalt 1 300 bombattentat 1972.
Totalt 22 bomber placerades ut; 9 människor dödades och 130 skadades allvarligt i de resulterande explosionerna. IRA hade lämnat varningar genom lokala media till säkerhetsstyrkorna innan bomberna exploderade: 30 minuter tidsfrist gavs för den första bombningen och 70 för den sista. IRA-ledaren Sean MacStiofain hävdade att varningarna ignorerades av brittiska armén för att orsaka civila dödsfall som skulle diskrediterat IRA; detta anses dock inte vara troligt. Tillsammans med noggranna varningar som gavs av IRA ringdes ytterligare två falsklarm in, vilket förhindrade evakueringen av området. Som följd hann Royal Ulster Constabulary och brittiska armén bara utrymma ett fåtal av områdena innan bomberna sprängdes.